# Blue Bowl 2012
Il Blue Bowl 2012 è la 2ª e ultima edizione della coppa nazionale di football americano, organizzata dalla MAFSZ.

## Squadre partecipanti
| Club                  | Città      | Stadio | Sponsor ufficiale | Risultato nella stagione 2006 |
| --------------------- | ---------- | ------ | ----------------- | ----------------------------- |
| Budapest Cowboys      | Budapest   |        |                   |                               |
| Budapest Wolves 2     | Budapest   |        |                   |                               |
| Eger Heroes           | Eger       |        |                   |                               |
| Jászberény Wolverines | Jászberény |        |                   |                               |
| Tata Mustangs         | Tata       |        |                   |                               |
| Újpest Bulldogs       | Budapest   |        |                   |                               |

## Stagione regolare

### Calendario

#### 1ª giornata
| 8 settembre 2012 | Budapest Cowboys | 0 – 20 | Újpest Bulldogs |  |

| 9 settembre 2012 | Jászberény Wolverines | 14 – 7 | Budapest Wolves 2 |  |

#### 2ª giornata
| 23 settembre 2012 | Budapest Wolves 2 | 0 – 16 | Eger Heroes |  |

#### 3ª giornata
| 7 ottobre 2012 | Tata Mustangs | 7 – 49 | Budapest Cowboys |  |

#### 4ª giornata
| 21 ottobre 2012 | Eger Heroes | 10 – 8 | Jászberény Wolverines |  |

| 21 ottobre 2012 | Újpest Bulldogs | 48 – 7 | Tata Mustangs |  |

### Classifiche
Le classifiche della regular season sono le seguenti:
- PCT = percentuale di vittorie, G = partite giocate, V = partite vinte,  P = partite perse, PF = punti fatti, PS = punti subiti

#### Girone Ovest
| Pos. | Squadra          | PCT   | G | V | N | P | PF | PS |
| ---- | ---------------- | ----- | - | - | - | - | -- | -- |
| 1    | Újpest Bulldogs  | 1.000 | 2 | 2 | 0 | 0 | 68 | 7  |
| 2    | Budapest Cowboys | .500  | 2 | 1 | 0 | 1 | 49 | 27 |
| 3    | Tata Mustangs    | .000  | 2 | 0 | 0 | 2 | 14 | 97 |

#### Girone Est
| Pos. | Squadra               | PCT   | G | V | N | P | PF | PS |
| ---- | --------------------- | ----- | - | - | - | - | -- | -- |
| 1    | Eger Heroes           | 1.000 | 2 | 2 | 0 | 0 | 26 | 8  |
| 2    | Jászberény Wolverines | .500  | 2 | 1 | 0 | 1 | 22 | 17 |
| 3    | Budapest Wolves 2     | .000  | 2 | 0 | 0 | 2 | 7  | 30 |

## Playoff

### Tabellone
|  | Semifinali | Semifinali            | Semifinali       |                  |                 | II Blue Bowl    | II Blue Bowl | II Blue Bowl |  |
|  |            |                       |                  |                  |                 |                 |              |              |  |
|  | 1O         | Újpest Bulldogs       | 32               |                  |                 |                 |              |              |  |
|  | 1O         | Újpest Bulldogs       | 32               |                  |                 |                 |              |              |  |
|  | 2E         | Jászberény Wolverines | 7                |                  |                 |                 |              |              |  |
|  | 2E         | Jászberény Wolverines | 7                |                  | Újpest Bulldogs | Újpest Bulldogs | 6            |              |  |
|  |            |                       |                  |                  | Újpest Bulldogs | Újpest Bulldogs | 6            |              |  |
|  |            |                       | Budapest Cowboys | Budapest Cowboys | 13              |                 |              |              |  |
|  | 1E         | Eger Heroes           | Budapest Cowboys | Budapest Cowboys | 13              | 12              |              |              |  |
|  | 1E         | Eger Heroes           |                  |                  |                 |                 |              |              |  |
|  | 2O         | Budapest Cowboys      | 45               |                  |                 |                 |              |              |  |

### Semifinali
| Eger 4 novembre 2012 | Eger Heroes | 12 – 45 | Budapest Cowboys |  |

| Budapest 4 novembre 2012 | Újpest Bulldogs | 32 – 7 (0-7 12-0 6-0 14-0) referto | Jászberény Wolverines | Fáy utcá |

### II Blue Bowl
| Budapest 18 novembre 2012 | Újpest Bulldogs | 6 – 13 | Budapest Cowboys | Fáy utcá |

## Verdetti
- Budapest Cowboys Vincitori del Blue Bowl 2012